# Pegomya ventralis
Pegomya ventralis är en tvåvingeart som först beskrevs av Stein 1906.  Pegomya ventralis ingår i släktet Pegomya och familjen blomsterflugor. Inga underarter finns listade i Catalogue of Life.